# Ichneumon rubriornatus
Ichneumon rubriornatus là một loài tò vò trong họ Ichneumonidae.